# Медок

Аппелласьоны левого берега Жиронды

Медо́к (фр. Médoc) — полуостров к северу от города Бордо, отделяющий Жиронду (эстуарий рек Гаронна и Дордонь) от Бискайского залива. Название происходит от лат. (рagus) Medullicus — «край медуллов» (галльское племя). Исторически был покрыт песчаными пляжами и ландами. Известен высоким качеством производимых здесь красных бордоских вин — кларетов.
В Средние века Медок был сильно заболочен и мало пригоден для виноградарства. Осушение этой области в XVII веке было осуществлено голландскими негоциантами, знакомыми с технологией создания польдеров. В XVIII и XIX веках Медок превзошёл Грав в качестве района Бордо, производящего вина высшего качества. В классификации 1855 года из 61 производителей красных вин 60 находились в Медоке. Среди них — четыре хозяйства наивысшей категории (премьер гран-крю классе): Латур, Лафит, Марго и Мутон.
Северная часть полуострова представляет собой аппелласьон Медок (Médoc AOC), к югу от которого вдоль левого берега Жиронды вплоть до города Бордо тянутся виноградники аппелласьона Верхний Медок. Близость океана предопределяет мягкий климат и обилие дождей, которые создают для виноградарей проблемы с загниванием урожая. В то же время для почв свойственно обилие гравия, который задерживает тепло (что ускоряет созревание винограда) и благоприятствует развитию обширных корневых систем. 

## Médoc AOC
Винодельческий субрегиональный апелласьон Медок был утверждён комиссией INAO одним из первых — в 1936 году. Под наименованием Médoc разрешено производство только красных сухих вин. Площадь виноградников составляет 5742 га. В год производится 38 миллионов бутылок вина.
Вина всегда ассамбляжные. В ассамбляже, как правило, преобладает Каберне Совиньон с добавлением Мерло, также в качестве добавочных сортов могут использоваться Пти Вердо, Мальбек, Каберне Фран. 

## Иные аппелласьоны

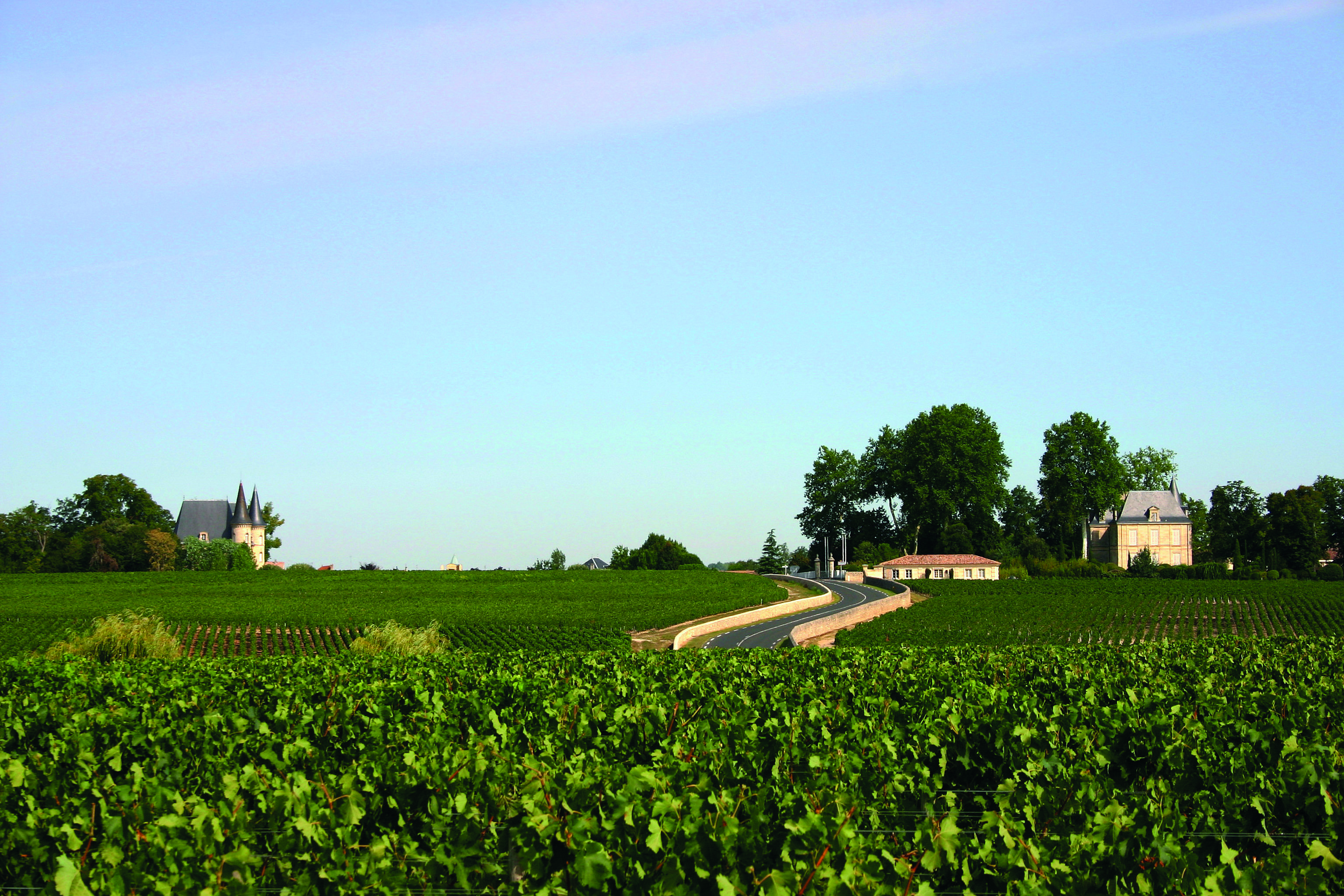
Винодельческие хозяйства (шато) к югу от Пойяка

Помимо собственно Медока, винодельческий район включает Верхний Медок, на территории которого имеются шесть коммунальных аппеллясьонов:
- Listrac-Médoc
- Moulis-en-Médoc
- Margaux
- Pauillac
- Saint-Estèphe
- Saint-Julien

Самые дорогие и элитные клареты производят четыре последних аппеллясьона, на территории которых сосредоточено 55 из 61 производителей красного вина, получивших признание в рамках классификации 1855 года.